# Demon Girl
Demon Girl (en chino, 半妖倾城; pinyin, Ban Yao Qing Cheng) es una serie de televisión china transmitida del 24 de octubre de 2016 hasta el 10 de febrero de 2017 través de Mango TV y Hunan TV. La serie está basada en la novela "Ban Yao Qing Cheng" (半妖倾城) de Mo Bai Qian Jiu (墨白千九).

## Argumento

### Primera temporada
Nie Qingcheng es una mujer mitad demonio, sin embargo no lo sabe, y también desconoce que el clan demonio de su madre ayudó a formar la Dinastía Qing y que su control había terminado cuando la Alianza de las Ocho Naciones (inglés: "Eight-Nation Alliance") invadió China. Después de la muerte de su madre en el conflicto, es criada por su padre, sin embargo comienza a preguntarse si su lado humano puede prevalecer y si Ming Xia, el hombre que ama estará a su lado hasta el final, cuando un científico expone su verdadera forma, mientras que otro medio demonio compite por su amor.

### Segunda temporada
Después de la muerte de You Tong, Nie Qingcheng abraza completamente su identidad demoníaca y se convierte en la nueva reina del clan, a quienes les promete alejarse de Ming Xia, al descubrir que todos los recuerdos que tenía de Qincheng habían sido borrados. Sin embargo sus destinos toman un giro trágico, ahora que Xia es un cazador de demonios. Pronto ambos se reencontraran y descubrirán si su tumultuosa historia de amor logrará prevalecer, mientras que Qingcheng deberá enfrentar las amenazas crecientes de una organización secreta que está matando a su especie.

## Reparto

### Personajes principales
| Actor         | Personaje     | N.º de episodios | Temporadas | Notas |
| ------------- | ------------- | ---------------- | ---------- | ----- |
| Li Yitong     | Nie Qingcheng | 40               | 1 - 2      |       |
| Zhang Zhehan  | Ming Xia      | 40               | 1 - 2      |       |
| Merxat Yalkun | You Tong      | -                | 1          |       |

### Personajes recurrentes
| Actor                 | Personaje      | N.º de episodios | Temporadas | Notas |
| --------------------- | -------------- | ---------------- | ---------- | --- |
| Hong Yao              | Fu Xingbang    | -                | 1 - 2      | |
| Song Weilong          | Ying Long      | -                | 1 - 2      | |
| Zhang Yijie (张逸杰)  | Yong Ye        | -                | 1 - 2      | |
| Han Qingzi (阚清子)   | Yao Bitao      | -                | 1 - 2      | |
| Dai Xiangyu           | Duan Shaoqin   | -                | 1 - 2      | |
| Gao Yu'er (高雨儿)    | Nana           | -                | 1 - 2      | |
| Zhang Sifan (张思帆)  | Xu Shaobai     | -                | 1 - 2      | Es un oficial de la policía. |
| Chen Zihan (陈紫函)   | Hua Yuenong    | -                | 1 - 2      | |
| Steven Ma             | Mo Yuan        | -                | 1 - 2      | |
| Huang Jingyu          | Nurhaci        | -                | 2          | |
| Wu Jiayi              | Dong Ge        | -                | 2          | |
| Jiro Wang             | You Yuan       | -                | 1          | Es el padre de You Tong. |
| He Ruixian (何瑞贤)   | Jiang Xuewu    | -                | 1          | Es la hija del profesor. |
| Nan Fulong (南伏龙)   | Nan Fulong     | -                | 1          | |
| Xu Haiqiao (徐海乔)   | Wang Shaotang  | -                | 1          | |
| He Fengtian (何奉天)  | Sheng Jiayu    | -                | 1          | |
| Wang Maolei (王茂蕾)  | Nie Rufeng     | -                | 1          | Es el padre de Nie Qingcheng y Nie Qingxin. Durante la última Dinastía Qing fue guardaespaldas de la Emperatriz. Cuando conoce a Ying Die, una demonio mariposa se enamora de ella.                                                                                      |
| Cheng Ziwing (成梓寧) | Nie Qingxin    | -                | 1          | Es la hermana de Nie Qingcheng. Después de la muerte de su madre, junto a Qingcheng sufren un trauma emocional lo que las lleva a olvidar su verdadera identidad demoníaca. Ambas crecen sin problemas hasta que un día entablan una amistad con Ming Xia y Jiang Xuewu. |
| Tao Siyuan (陶思源)   | Chen Tianyang  | -                | 1          | |
| Deng Sha (邓莎)       | Hong Yi        | -                | 1          | |
| Liu Guhao (刘顾浩)    | Presidente Li  | -                | 1          | |
| Xuan Baizi (白梓軒)   | -              | -                | 1          | Es el médico principal. |
| He Hongshan           | Pian Pian      | -                | 1          | |
| Hou Yansong (侯岩松)  | Jiang Bonian   | -                | 1          | |
| Xu Xing (徐幸)        | Ying Popo      | -                | 1          | |
| Zang Hongna (臧洪娜)  | Hao Meili      | -                | 1          | |
| Lin Peng (林鹏)       | Cao Yanyan     | -                | 1          | |
| Kuang Can (匡灿)      | Hong Xiansheng | -                | 1          | |
| Sheng Nan (南笙)      | Xiao Ping      | -                | 1          | |

### Otros personajes
| Actor                 | Personaje                  | N.º de episodios | Temporadas | Notas |
| --------------------- | -------------------------- | ---------------- | ---------- | --- |
| Jozef Waite (西蒙子)  | You Tong (de pequeño)      | -                | 1 - 2      | |
| Liu Min (刘敏)        | Fang Yaqing                | -                | 1 - 2      | Es la madre de Ming Xia. |
| Wu Hao (吴婧靓)       | Meng Meng                  | -                | 1 - 2      | |
| Xu Xiaonuo (许晓诺)   | Si Kongjing                | -                | 1 - 2      | |
| Liu Qinshan (刘秦杉)  | -                          | -                | 1 - 2      | |
| Zishan Rong (荣梓杉)  | Fu Xingbang (de pequeño)   | -                | 1 - 2      | |
| Zhang Tao (张涛)      | -                          | -                | 1 - 2      | |
| Tianqi Huang (黄天崎) | Mo Yuan (de pequeño)       | -                | 2          | |
| Charry Qi (孙佳奇)    | Yanying Qizi               | -                | 2          | |
| Wuze Jinxi (武泽锦熙) | Xiao Yuyi                  | -                | 2          | |
| Wu Wenching (安以軒)  | Ying Die                   | -                | 1          | Es una demonio mariposa y miembro del clan demonio, cuando conoce a Nie Rufeng, el guardaespaldas humano de la Emperatriz, se enamora de él y juntos se convierten en los padres de Nie Qingcheng y Nie Qingxin. |
| Qi Xinrui (祁心蕊)    | Nie Qingcheng (de pequeña) | -                | 1          | |
| Han Li (韩立)         | Joven Maestro Zhou         | -                | 1          | |
| Cheng Lisha (程莉莎)  | Emperatriz Ci Xi           | -                | 1          | |
| Zhang Shuo (张硕)     | Li Hanxiang                | -                | 1          | |
| Zhang Xinyu           | Gran Consorte Jin          | -                | 1          | |
| Sun Yi (孙铱)         | Hai Tang                   | -                | 1          | |
| Liu Enshang (刘恩尚)  | Zhang Guanjia              | -                | 1          | |
| Wang Li (王力)        | Nan Batian                 | -                | 1          | |
| Zhu Zanjin (朱赞锦)   | A Xiang                    | -                | 1          | |
| Wu Yujue (吴雨珏)     | -                          | -                | 1          | Es el avatar de la mariposa. |
| Sun Xiaomin (孙小敏)  | -                          | -                | 1          | Es una entusiasta estudiante. |
| Tan Limin (谭琍敏)    | -                          | -                | 1          | Es la madam del hotel. |
| Lv Jiarong (吕佳容)   | Liang Yunshang             | -                | 1          | |
| Xu Baihui (徐百卉)    | Hermana Tao                | -                | 1          | |

## Episodios
La serie está conformada por 2 temporadas y emitió 40 episodios:
- La primera temporada fue estrenada el 30 de junio del 2016 y finalizó el 26 de agosto del mismo año, y estuvo conformada por 20 episodios.
- La segunda temporada fue transmitida del 30 de diciembre del 2016 al 10 de febrero del 2017 emitiendo 20 episodios.[5]

## Música
El OST de la serie está conformado por dos canciones: el tema de inicio de la serie fue "We Are One" interpretado por Yu Ke Wei (郁可唯), mientras que la canción de cierre "Lian Ge" (恋歌) fue interpretada por Mickey He.
| Año | Intérprete | Canción      | Notas               |
| --- | ---------- | ------------ | ------------------- |
| 1   | Yu Kewei   | "We Are One" | (canción de inicio) |
| 2   | Mickey He  | "Light" (光) | (canción de cierre) |

## Premios y nominaciones
| Año  | Categoría                            | Premio         | Nominada  | Resultado |
| ---- | ------------------------------------ | -------------- | --------- | --------- |
| 2017 | Most Influential Television Newcomer | China TV Guide | Li Yitong | Ganó      |

## Producción
La serie está basada en la novela "Ban Yao Qing Cheng" (半妖倾城) de Mo Bai Qian Jiu (墨白千九)
La serie fue dirigida por Liu Zhenming (刘镇明), Ren Haiyao (任海曜) y Lei Ruilin (雷瑞麟), quienes contaron con el apoyo de los guionistas Yu Zheng y Mo Bai Qian Jiu (墨白千九). Mientras que la producción estuvo a cargo de Yu Zheng.